# Mainfridux
Mainfridux fou un comte i marquès de Toscana nomenat per Lotari I.
Només es coneix per una moneda que en un costat indica el seu nom i el de Lucca, i a l'altra "I IMPERATOR" i el monogramma de Lotari I. Hauria estat nomenat cap al 833 o 834 per Lotari quan Bonifaci es va decantar pel seu pare Lluís el Pietós i hauria governat durant menys de cinc anys. Després apareix al seu lloc Aganus (Agà) o Aganonus (Aganó), esmentat a partir de 838.